# Josef Semmler
Josef Semmler (* 22. August 1928 in Geisenheim; † 23. Oktober 2011 in Ludwigshafen am Rhein) war ein deutscher Historiker. Er lehrte von 1972 bis zu seiner Emeritierung 1993 mittelalterliche Geschichte an der Heinrich-Heine-Universität Düsseldorf. Sein Schwerpunkt war die Erforschung der großen karolingischen Bildungs- und Klosterreform.

## Leben und Wirken
Josef Semmler wurde als Sohn eines Bahnbeamten geboren. Er studierte seit dem Wintersemester 1948/49 an der Universität Mainz und später in Bonn Geschichte, Latein und Musik. Semmler war Schüler von Theodor Schieffer und Eugen Ewig. Er wurde 1956 in Mainz bei Ewig promoviert mit der Arbeit Die Klosterreform von Siegburg. Anschließend war er für ein Jahr Assistent in Mainz. Von 1957 bis 1961 war er am Deutschen Historischen Institut in Rom tätig. Im Herbst 1961 wurde er Mitarbeiter am Römischen Institut der Görres-Gesellschaft. In Rom arbeitete er zunächst an den vatikanischen Akten und dann als Stipendiat der Deutschen Forschungsgemeinschaft an der Edition des „Corpus Consuetudinum monasticarum“. Seine Habilitation erfolgte 1971 in Mannheim über Ludwig den Frommen. Die Arbeit blieb ungedruckt. Von 1972 bis zu seiner Emeritierung 1993 lehrte er als C3-Professor für Mittelalterliche Geschichte an der Heinrich-Heine-Universität Düsseldorf. In den 1980er Jahren war er Mitbegründer des Forschungsinstituts für Mittelalter und Renaissance (FIMUR). Zu Semmlers akademischen Schülern gehörten die späteren Lehrstuhlinhaber Brigitte Kasten und Sönke Lorenz.
Semmler galt als Nestor für die Erforschung der Karolingerzeit. Dabei untersuchte er insbesondere die Geschichte der karolingischen Bildungs- und Klerusreform, des Benediktinerordens, der christlichen Mission sowie der Königsherrschaft in der frühmerowingischen bis spätkarolingischen Zeit. Neben der Karolingerzeit wird Semmler als einer der bedeutendsten Experten der mittelalterlichen Kirchengeschichte überhaupt angesehen. Die klösterliche Reformaktivität Benedikts von Aniane zu Beginn des 9. Jahrhunderts unterzog Semmler 1983 einer Neubewertung: So habe der „zweite Benedikt“ die Befolgung der Regula Benedicti mit der Unterstützung Karls des Großen und Ludwigs des Frommen als allein gültige Richtschnur in den Klöstern des Frankreich flächendeckend durchsetzen können. Dadurch sei es erklärlich, dass es in der gesamten westlichen Kirche bis ins 12. Jahrhundert hinein zu keiner Gründung neuer Mönchsorden abseits benediktinischer Regelobservanz gekommen und die Regula Benedicti zum „Grundgesetz des abendländischen Mönchtums“ geworden sei. Im Umkehrschluss habe Benedikt von Aniane jedoch bewirkt, dass zahlreiche monastische Gemeinschaften zumindest pro forma dem Kanonikertum zugeordnet worden seien. Die Bezeichnung Benedikts als „Reichsabt“ oder „Oberabt“ lehnte Semmler mit der Begründung ab, dass dieser weder die Position noch die Befugnisse eines solchen innehatte. Dies zeige sich unter anderem darin, dass Benedikt mit der Einführung einer allgemein gültigen Rechtspraxis qua Gewohnheit (consuetudo) letztlich scheiterte. Semmlers Thesen und Ergebnisse bezüglich der anianischen Klosterreform wurde von der Wissenschaft größtenteils adaptiert.
Im Jahre 2003 unterzog Semmler die historiographischen und dokumentarischen Quellen des Dynastiewechsels von 751 und der fränkischen Königssalbung einer Neubewertung. Dabei verneinte Semmler eine Königssalbung Pippins im Jahre 751, da nach seiner Analyse weder zeitgenössische noch vertrauenswürdige spätere Quellen dafür existieren würden. Bei der Salbung durch Papst Stephan II. im Jahr 754 ging Semmler ebenso wenig von einer erneuten Königssalbung aus, sondern betrachtete diese als „eigens adaptierte postbaptismale Taufsalbung“, die aber anschließend vom Papst selbst als Königssalbung umgedeutet wurde. Semmlers Interpretation stellte damit ein bislang als unumstößlich geltendes Element der Forschungsmeinung in Frage. Die Diskussion dauert bis heute an. Zum 80. Geburtstag wurde 2008 in der Erzbischöflichen Diözesan- und Dombibliothek Köln ein Symposion veranstaltet. Nach seinem Tod wurde ihm eine Gedenkschrift gewidmet, die die ihm zu Ehren gehaltenen Vorträge der Kölner Tagung von 2008 beinhaltet.

## Schriften (Auswahl)
Vollständiges Schriftenverzeichnis: Heinz Finger, Rudolf Hiestand (Hrsg.): Bischöfe, Klöster, Universitäten und Rom. Gedenkschrift für Josef Semmler (1928–2011). Erzbischöfliche Diözesan- und Dombibliothek, Köln 2012, S. 371–388.
Monografien
- Der Dynastiewechsel von 751 und die fränkische Königssalbung (= Studia humaniora, series minor. Band 6). Droste, Düsseldorf 2003, ISBN 3-7700-0845-6.
- Die Klosterreform von Siegburg. Ihre Ausbreitung und ihr Reformprogramm im 11. und 12. Jahrhundert (= Rheinisches Archiv. Veröffentlichungen des Instituts für Geschichtliche Landeskunde der Rheinlande an der Universität Bonn. Band 53). Röhrscheid, Bonn 1959 (Rezension).

Herausgeberschaften
- Der Wald in Mittelalter und Renaissance (= Studia humaniora, series minor. Band 17). Droste Düsseldorf 1991, ISBN 3-7700-0823-5 (Rezension).